# Мирагуаи
Мирагуаи (порт. Miraguaí)  —  муниципалитет в Бразилии, входит в штат Риу-Гранди-ду-Сул. Составная часть мезорегиона Северо-запад штата Риу-Гранди-ду-Сул. Входит в экономико-статистический  микрорегион Трес-Пасус. Население составляет 4321 человек на 2006 год. Занимает площадь 130,425 км². Плотность населения — 33,1 чел./км².

## История
Город основан 15 декабря 1965 года. 

## Статистика
- Валовой внутренний продукт на 2003 составляет 26.079.312,00 реалов (данные: Бразильский институт географии и статистики).
- Валовой внутренний продукт на душу населения на 2003 составляет 5.610,87 реалов (данные: Бразильский институт географии и статистики).
- Индекс развития человеческого потенциала на 2000 составляет 0,726 (данные: Программа развития ООН).